# Lac Columbia
Pour les articles homonymes, voir Columbia.
Le lac Columbia (en anglais : Columbia Lake) est un lac de Colombie-Britannique, au Canada. C'est la source principale du fleuve Columbia. Il est alimenté par plusieurs petits affluents. Le village de Canal Flats est situé à l'extrémité sud du lac.

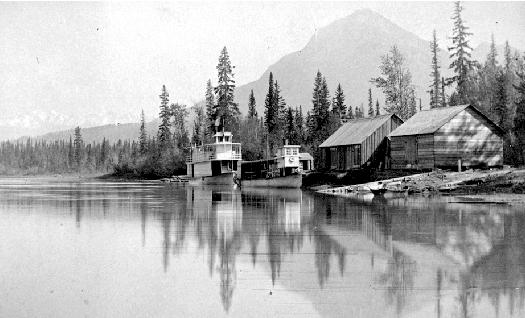
Bateaux à aubes sur le lac Columbia dans les années 1890.